# Flow (2024)
Flow is een Lets-Frans-Belgische animatiefilm uit 2024, geregisseerd en mede geschreven door Gints Zilbalodis.

## Verhaal
Nadat een vreselijke overstroming de wereld heeft verwoest, wordt een koppig onafhankelijke kat gedwongen een kleine boot te delen met een groep andere dieren. Het blijkt voor hem een nog grotere uitdaging met hen overweg te kunnen dan het overleven van de overstroming.

## Productie
Deze tweede animatiefilm van Gints Zilbalodis is geschreven door de regisseur zelf, samen met Matīss Kaža en Ron Dyens. Flow wordt geproduceerd door Kaža en Zilbalodis voor de Letse Dream Well Studio, Dyens voor het Franse Sacrebleu Productions en Gregory Zalcman voor het Belgische Take Five. Het animatiewerk werd uitgevoerd in Frankrijk en België.
Het project, gesteund door het Nationaal Filmcentrum van Letland, kreeg ook de steun van de Letse Staatscultuurhoofdstad, het Franse CNC, ARTE, de Belgische RTBF en Tax shelter en Eurimages dat een royale beurs van € 400.000 uitdeelde, een van de hoogste die ooit aan een door Letland geleide productie werd toegekend.

## Release en ontvangst
Flow ging op 22 mei 2024 in première op het Filmfestival van Cannes in de competitie van de Un certain regard-sectie. Het is voor de eerste keer ooit dat het Filmfestival van Cannes een Letse animatiefilm selecteert in een van zijn officiële competitieprogramma's. Na Cannes werd de film vertoond op het Festival international du film d'animation d'Annecy (9 tot 15 juni) waar hij verscheidene prijzen won.
De film werd vanaf 26 december 2024 uitgebracht in de Nederlandse bioscopen door filmdistributeur BANTAM FILM. 
Flow won in 2025 de Golden Globe voor beste animatiefilm. De film werd geselecteerd als Letse inzending voor de beste internationale film voor de 97ste Oscaruitreiking en werd ook genomineerd. Flow won bovendien de Oscar voor beste animatiefilm.

## Prijzen en nominaties
De belangrijkste:
| Jaar | Prijs                                               | Categorie                         | Genomineerde(n)                  | Uitslag     |
| ---- | --------------------------------------------------- | --------------------------------- | -------------------------------- | ----------- |
| 2025 | Academy Awards (Oscars)                             | Beste animatiefilm                | Beste animatiefilm               | Gewonnen    |
| 2025 | British Academy Film Awards                         | Beste animatiefilm                | Beste animatiefilm               | Genomineerd |
| 2025 | British Academy Film Awards                         | Beste kinder- en familiefilm      | Beste kinder- en familiefilm     | Genomineerd |
| 2025 | Golden Globe Award                                  | Beste film - animatie             | Beste film - animatie            | Gewonnen    |
| 2024 | Europese filmprijzen                                | Beste animatiefilm                | Beste animatiefilm               | Gewonnen    |
| 2024 | Filmfestival van Cannes                             | Prix Un certain regard            | Gints Zilbalodis                 | Genomineerd |
| 2024 | Festival international du film d'animation d'Annecy | Trophée du Cristal d'Annecy       | Gints Zilbalodis                 | Genomineerd |
| 2024 | Festival international du film d'animation d'Annecy | Beste originele muziek            | Rihards Zalupe, Gints Zilbalodis | Gewonnen    |
| 2024 | Festival international du film d'animation d'Annecy | Prijs van de jury                 | Gints Zilbalodis                 | Gewonnen    |
| 2024 | Festival international du film d'animation d'Annecy | Publieksprijs                     | Gints Zilbalodis                 | Gewonnen    |
| 2024 | Festival international du film d'animation d'Annecy | Prix Fondation Gan à la Diffusion | Gints Zilbalodis                 | Gewonnen    |